# Ipothalia irrasa
Ipothalia irrasa är en skalbaggsart som beskrevs av Holzschuh 1989. Ipothalia irrasa ingår i släktet Ipothalia och familjen långhorningar. Inga underarter finns listade i Catalogue of Life.